# Dimitri De Condé
Dimitri De Condé, né le 7 janvier 1975 à Hasselt, est un footballeur international belge qui évolue comme milieu de terrain offensif. Il a joué 13 saisons en première division, notamment au Standard de Liège et à Genk, mais il n'a jamais pu remporter le moindre trophée. En 2011, il joue à Overpelt, un club de Promotion C. Il est également le seul joueur à avoir joué en Division 1 avec quatre équipes limbourgeoises différentes : Lommel, Heusden-Zolder, Genk et Saint-Trond.
Il est actuellement directeur technique du KRC Genk.

## Carrière
Dimitri De Condé s'affilie au Hechtel FC à l'âge de 9 ans, rejoint le KSC Hasselt deux ans plus tard, et finalement Lommel après un an, en 1987. C'est dans ce club qu'il fait ses débuts professionnels, en 1993. Il reste deux bonnes saisons dans le Limbourg, se faisant remarquer par de nombreux assists.
En 1995, Dimitri De Condé est recruté par le Standard de Liège, où il s'impose rapidement dans la ligne médiane. Entre 1995 et 1997, il est sélectionné à douze reprises en équipe nationale espoirs. Il fait partie de l'équipe qui atteint la finale de la Coupe de Belgique 1999, mais doit s'incliner face au Lierse. Après cette défaite en finale, De Condé est libre de quitter le club, et signe à Charleroi. Il y dispute deux saisons, puis, placé sur une voie de garage au Mambourg, il rejoint l'Eendracht Alost à l'été 2001 pour relancer sa carrière.
Malheureusement pour lui, le club termine avant-dernier, et se place en liquidation à la suite de graves problèmes financiers, ce qui le renvoie en Division 3 pour la saison suivante. De Condé choisit alors de revenir au club de ses débuts, Lommel. Mais il connaît une deuxième faillite en deux ans, le club ne terminant même pas la saison. Libéré de facto de son contrat, il signe à Heusden-Zolder, juste avant de commencer le tour final de Division 2. Un peu à la surprise générale, le club remporte ce tour final et rejoint pour la première fois l'élite du football belge.
Malgré une avant-dernière place synonyme de retour en Division 2, Dimitri De Condé se démarque, ce qui lui permet de rejoindre le « club parent » d'Heusden-Zolder, le KRC Genk, où il signe en 2004 un contrat portant sur les trois prochaines saisons. Son passage à Genk n'est pas une réussite, l'entraîneur René Vandereycken ne lui donnant que très peu d'occasions de jouer. Après six mois, il quitte le club pour Saint-Trond.
En 2006, Dimitri De Condé quitte définitivement la première division et signe un contrat de trois ans au KVSK United, club ambitieux de deuxième division. Il n'y est pas toujours titulaire, et après deux saisons, il descend d'une division pour signer à Bocholt. En octobre 2010, il casse son contrat avec le club et s'engage un mois plus tard avec Overpelt VV, en Promotion C, jusqu'à la fin de la saison. En fin de saison, il prend sa retraite sportive et devient entraîneur de l'équipe des moins de 17 ans du KRC Genk.
En mars 2015, il est nommé directeur technique du club, poste qu'il occupe toujours aujourd'hui.

### Statistiques
| Saison                | Club                  | Championnat           | Championnat | Championnat | Coupe nationale | Coupe nationale | Coupe de la Ligue | Coupe de la Ligue | Compétition(s) continentale(s) | Compétition(s) continentale(s) | Compétition(s) continentale(s) | Total | Total |
| Saison                | Club                  | Division              | M.          | B.          | M.              | B.              | M.                | B.                | Comp.                          | M.                             | B.                             | M.    | B.    |
| 1993-1994             | KFC Lommelse SK       | Division 1            | 5           | 0           | 0               | 0               | 0                 | 0                 | -                              | 0                              | 0                              | 5     | 0     |
| 1994-1995             | KFC Lommelse SK       | Division 1            | 31          | 0           | 1               | 0               | 0                 | 0                 | -                              | 0                              | 0                              | 32    | 0     |
| Sous-total            | Sous-total            | Sous-total            | 36          | 0           | 1               | 0               | 0                 | 0                 | -                              | 0                              | 0                              | 37    | 0     |
| 1995-1996             | Standard de Liège     | Division 1            | 30          | 2           | 1               | 0               | 0                 | 0                 | C3                             | 1                              | 0                              | 32    | 2     |
| 1996-1997             | Standard de Liège     | Division 1            | 34          | 6           | 4               | 2               | 0                 | 0                 | CI                             | 5                              | 0                              | 43    | 8     |
| 1997-1998             | Standard de Liège     | Division 1            | 26          | 3           | 1               | 0               | 1                 | 0                 | CI                             | 2                              | 0                              | 30    | 3     |
| 1998-1999             | Standard de Liège     | Division 1            | 33          | 5           | 6               | 1               | 1                 | 0                 | -                              | 0                              | 0                              | 40    | 6     |
| Sous-total            | Sous-total            | Sous-total            | 123         | 16          | 12              | 3               | 2                 | 0                 | -                              | 8                              | 0                              | 145   | 19    |
| 1999-2000             | R. Charleroi SC       | Division 1            | 32          | 2           | 1               | 0               | 1                 | 0                 | -                              | 0                              | 0                              | 34    | 2     |
| 2000-2001             | R. Charleroi SC       | Division 1            | 27          | 3           | 1               | 0               | 0                 | 0                 | -                              | 0                              | 0                              | 28    | 3     |
| Sous-total            | Sous-total            | Sous-total            | 59          | 5           | 2               | 0               | 1                 | 0                 | -                              | 0                              | 0                              | 62    | 5     |
| 2001-2002             | SC Eendracht Alost    | Division 1            | 16          | 0           | 1               | 0               | 0                 | 0                 | -                              | 0                              | 0                              | 17    | 0     |
| Sous-total            | Sous-total            | Sous-total            | 16          | 0           | 1               | 0               | 0                 | 0                 | -                              | 0                              | 0                              | 17    | 0     |
| 2002-2003             | KFC Lommelse SK       | Division 1            | 25          | 3           | 5               | 1               | 0                 | 0                 | -                              | 0                              | 0                              | 30    | 4     |
| Sous-total            | Sous-total            | Sous-total            | 25          | 3           | 5               | 1               | 0                 | 0                 | -                              | 0                              | 0                              | 30    | 4     |
| 2002-2003             | Heusden-Zolder        | Division 2            | 11          | 2           | 0               | 0               | 0                 | 0                 | -                              | 0                              | 0                              | 11    | 2     |
| 2003-2004             | Heusden-Zolder        | Division 1            | 34          | 8           | 4               | 2               | 0                 | 0                 | -                              | 0                              | 0                              | 38    | 10    |
| Sous-total            | Sous-total            | Sous-total            | 45          | 10          | 4               | 2               | 0                 | 0                 | -                              | 0                              | 0                              | 49    | 12    |
| 2004-2005             | KRC Genk              | Division 1            | 12          | 1           | 1               | 1               | 0                 | 0                 | CI                             | 1                              | 0                              | 14    | 2     |
| Sous-total            | Sous-total            | Sous-total            | 12          | 1           | 1               | 1               | 0                 | 0                 | -                              | 1                              | 0                              | 14    | 2     |
| 2004-2005             | K Saint-Trond VV      | Division 1            | 14          | 1           | 0               | 0               | 0                 | 0                 | -                              | 0                              | 0                              | 14    | 1     |
| 2005-2006             | K Saint-Trond VV      | Division 1            | 17          | 1           | 3               | 0               | 0                 | 0                 | -                              | 0                              | 0                              | 20    | 1     |
| Sous-total            | Sous-total            | Sous-total            | 31          | 2           | 3               | 0               | 0                 | 0                 | -                              | 0                              | 0                              | 34    | 2     |
| 2006-2007             | KVSK United           | Division 2            | 18          | 3           | 2               | 2               | 0                 | 0                 | -                              | 0                              | 0                              | 20    | 5     |
| 2007-2008             | KVSK United           | Division 2            | 19          | 0           | 3               | 1               | 0                 | 0                 | -                              | 0                              | 0                              | 22    | 1     |
| Sous-total            | Sous-total            | Sous-total            | 37          | 3           | 5               | 3               | 0                 | 0                 | -                              | 0                              | 0                              | 42    | 6     |
| 2008-2009             | K Bocholter VV        | Division 3            | 30          | 6           | 2               | 0               | 0                 | 0                 | -                              | 0                              | 0                              | 32    | 6     |
| 2009-2010             | K Bocholter VV        | Division 3            | 32          | 2           | 2               | 1               | 0                 | 0                 | -                              | 0                              | 0                              | 34    | 3     |
| 2010-2011             | K Bocholter VV        | Division 3            | 9           | 1           | 2               | 0               | 0                 | 0                 | -                              | 0                              | 0                              | 11    | 1     |
| Sous-total            | Sous-total            | Sous-total            | 71          | 9           | 6               | 1               | 0                 | 0                 | -                              | 0                              | 0                              | 77    | 10    |
| 2010-2011             | K Overpeltse VV       | Promotion             | 10          | 1           | 0               | 0               | 0                 | 0                 | -                              | 0                              | 0                              | 10    | 1     |
| Sous-total            | Sous-total            | Sous-total            | 10          | 1           | 0               | 0               | 0                 | 0                 | -                              | 0                              | 0                              | 10    | 1     |
| Total sur la carrière | Total sur la carrière | Total sur la carrière | 465         | 50          | 40              | 11              | 3                 | 0                 | -                              | 9                              | 0                              | 517   | 61    |